# Bhojpur (Distrikt, Bihar)
Der Distrikt Bhojpur (Hindi भोजपुर जिला, Urdu بھوجپور ضلع) ist ein Distrikt im indischen Bundesstaat Bihar. Sitz der Verwaltung ist die Stadt Arrah. 

## Geographie und Klima
Der Distrikt liegt am Zusammenfluss von Ganges und Son, einem rechtseitigen Zufluss des Ganges. Der Ganges bildet die nördliche Distriktgrenze und der Son die östliche. Topographisch bildet Bhojpur eine flache Schwemmebene ohne größere Erhebungen mit einer mittleren Höhe über dem Meeresspiegel von 192 m. Es herrscht ein subtropisches Monsunklima. Die heiße Jahreszeit beginnt etwa Mitte März und der April und Juni sind die heißesten Monate. Die Zeit des Südwestmonsuns, in der 80 bis 90 Prozent des Jahresniederschlags fallen, dauert von der dritten Juniwoche bis Ende September/Anfang Oktober.

## Geschichte
Vor 1972 war Bhojpur ein Teil des alten Distrikts Shahabad. Am 7. November 1972 wurde der Distrikt Shahabad in die beiden Distrikte Bhojpur und Rohtas aufgeteilt. Am 17. März 1991 erfolgte eine erneute Teilung und von Bhojpur wurde der neue Distrikt Buxar abgetrennt.

## Bevölkerung
Die Einwohnerzahl lag bei der Volkszählung 2011 bei 2.811.569. Die Bevölkerungswachstumsrate im Zeitraum von 2001 bis 2011 betrug 30,25 % und lag damit sehr hoch. Bhojpur hatte ein Geschlechterverhältnis von 907 Frauen pro 1000 Männer und damit den in Indien häufigen Männerüberschuss. Der Distrikt hatte eine Alphabetisierungsrate von 70,47 % im Jahr 2011, eine Steigerung um knapp 12 Prozentpunkte gegenüber dem Jahr 2001. Die Alphabetisierung lag damit über dem Durchschnitt von Bihar (63,8 %), aber unter dem Durchschnitt Indiens (74,0 %). 92 % der Bevölkerung waren Hindus und 7 % Muslime.
14,3 % der Bevölkerung lebten in Städten. Die größte Stadt war Arrah mit einer Einwohnerzahl 261.430.

## Wirtschaft
Der Distrikt ist landwirtschaftlich geprägt und die hauptsächlichen Agrarprodukte sind Reis, Weizen, Mais (Macca) und Kichererbsen (Gram).